# Hôpital Bichat-Claude-Bernard
Hôpital Bichat-Claude-Bernard je fakultní nemocnice v Paříži, která je součástí Assistance publique – Hôpitaux de Paris (Veřejná služba – pařížské nemocnice) a slouží Univerzitě Paris VII. Nachází se na ulici Rue Henri-Huchard v 18. obvodu. Její územní působnost zahrnuje 17., 18. a 19. obvod a sousední město Saint-Ouen.

## Historie
Současná nemocnice vznikla v roce 1970 spojením dvou starších nemocnic. Nemocnice Claude-Bernard byla otevřena v roce 1905 a byla k ní připojena nemocnice Bichat, která fungovala od roku 1882 a nesla jméno významného lékaře a biologa Xaviera Bichata.